# MartinBauer
MartinBauer er en tysk producent af te og planteekstrakt, der benyttes i drikkevarer og fødevarer. Martin Bauer grundlagde familievirksomheden i 1930 i Vestenbergsgreuth, hvor de fortsat har hovedkvarter.
MartinBauer beskæftiger 2.400 ansatte på over 20 lokationer.